# Teritoriul Liber Catalan
Teritoriul Liber Catalan (în cat. Territori Català Lliure) este un teritoriu format din localitățile și regiunile (cat. comarques) catalane care au votat o rezoluție prin care au cerut guvernului și parlamentului catalan să instaureze un stat catalan suveran. Rezoluția prevede că până la înființarea acestui stat se aplică legislația spaniolă (constituție, legi organice și ordinare, decrete și regulamente).
Prima localitate care a aprobat această rezoluție și a devenit parte a acestui nou teritoriu a fost Sant Pere de Torelló, la data de 3 septembrie 2012. Apoi, consiliul local al acestei localități a anulat ca zi festivă, ziua de 12 octombrie, ziua națională a statului spaniol. În aceiași zi, în localitatea Calldetenes s-a votat o rezoluție prin care această comunitate s-a alăturat teritoriului liber catalan.
La data de 20 decembrie 2012, 188 de localități catalane și 5 regiuni (comarques) s-au alăturat teritoriului liber catalan. Acest teritoriu însumează 9,9% din populația întregii Catalonii.
Autoritățile spaniole au început să conteste în instanță aceste rezoluții.

## Localități declarateteritoriu liber catalan

### Provincia Barcelona

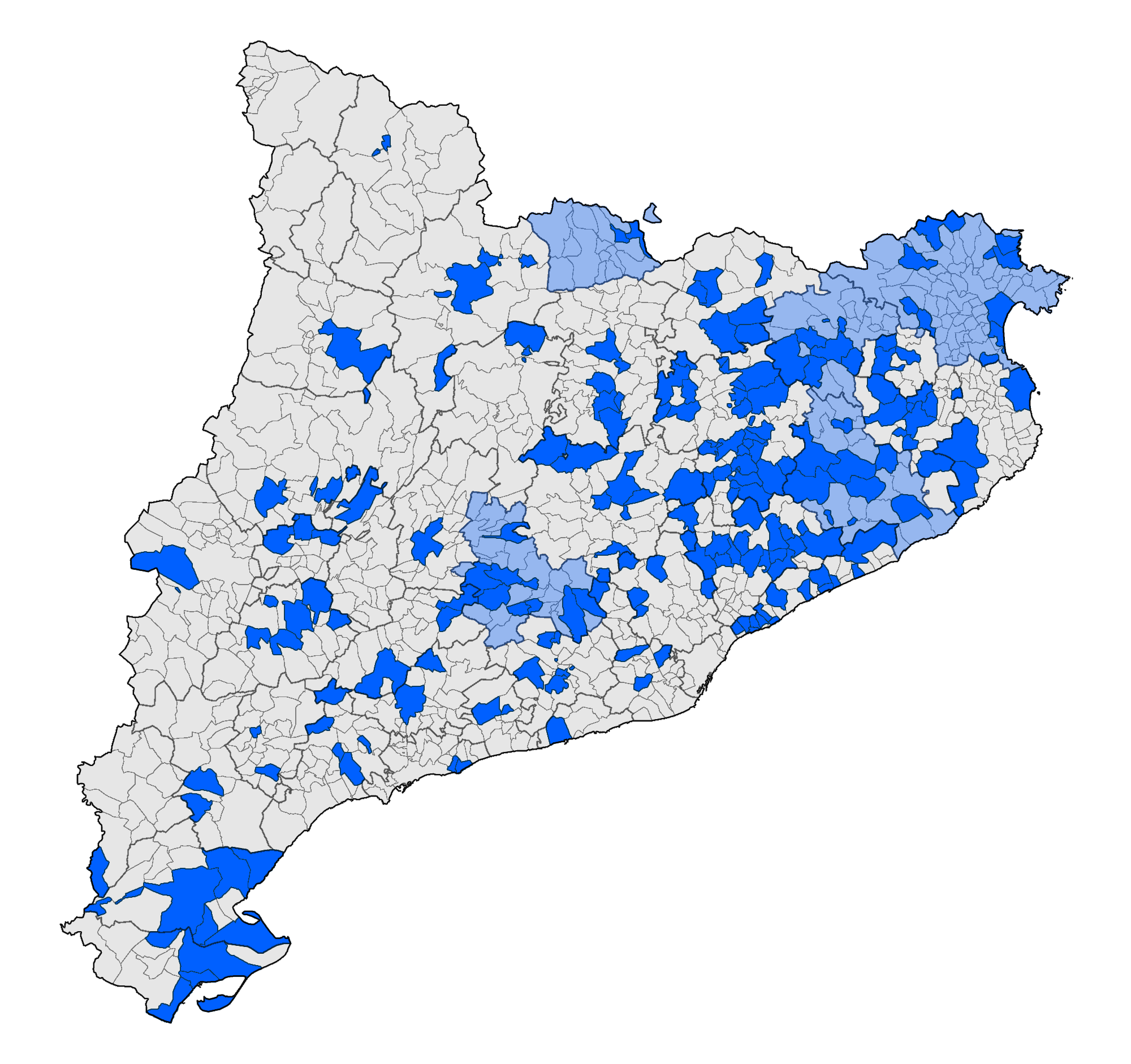
Hartă cu localităţile declarate teritorii libere catalane cu albastru închis, iar regiunile declarate teritorii libere catalane cu albastru deschis

- Sant Pere de Torelló (3 sept. 2012)
- Calldetenes (3 sept. 2012)
- Premià de Dalt (10 sept. 2012)
- Arenys de Munt (10 sept. 2012)
- Vic (17 sept. 2012)
- Seva (17 sept. 2012)
- Argentona (17 sept. 2012)
- Ullastrell (19 sept. 2012)
- Collbató (20 sept. 2012)
- Orpí (21 sept. 2012)
- Carme (21 sept. 2012)
- Tavèrnoles (24 sept. 2012)
- Navàs (24 sept. 2012)
- Sant Andreu de Llavaneres (24 sept. 2012)
- Els Prats de Rei (24 sept. 2012)
- Sant Julià de Vilatorta (25 sept. 2012)
- Manlleu (25 sept. 2012)
- Igualada (25 sept. 2012)
- Vilafranca del Penedès (25 sept. 2012)
- Tona (26 sept. 2012)
- Prats de Lluçanès (26 sept. 2012)
- La Garriga (26 sept. 2012)
- L'Ametlla del Vallès (26 sept. 2012)
- Sant Vicenç de Torelló (26 sept. 2012)
- Arenys de Mar (26 sept. 2012)
- Argençola (26 sept. 2012)
- Jorba (27 sept. 2012)
- Sant Antoni de Vilamajor (27 sept. 2012)
- Sant Martí de Tous (27 sept. 2012)
- Alella (27 sept. 2012)
- Palau-solità i Plegamans (27 sept. 2012)
- Canet de Mar (27 sept. 2012)
- Collsuspina (27 sept. 2012)
- Sant Esteve de Palautordera (27 sept. 2012)
- Cardedeu (27 sept. 2012)
- Els Hostalets de Pierola (27 sept. 2012)
- Puig-reig (27 sept. 2012)
- Santa Eugènia de Berga (27 sept. 2012)
- Casserres (27 sept. 2012)
- Torrelles de Llobregat (27 sept. 2012)
- Sant Celoni (27 sept. 2012)
- Les Franqueses del Vallès (27 sept. 2012)
- Santa Eulàlia de Ronçana (27 sept. 2012)
- Vilassar de Dalt (27 sept. 2012)
- Bigues i Riells (27 sept. 2012)
- Sant Martí Sarroca (28 sept. 2012)
- Gallifa (28 sept. 2012)
- Corbera de Llobregat (2 oct. 2012)
- Cercs (3 oct. 2012)
- Calella (4 oct. 2012)

### Provincia Lleida
- Cervià de les Garrigues (6 sept. 2012)
- Sant Llorenç de Morunys (19 sept. 2012)
- Esterri d'Àneu (26 sept. 2012)
- Alcarràs (27 sept. 2012)
- Linyola (27 sept. 2012)
- Bellvís (27 sept. 2012)
- Balaguer (27 sept. 2012)
- Les Borges Blanques (27 sept. 2012)
- Montgai (27 sept. 2012)
- Arsèguel (27 sept. 2012)

### Provincia Tarragona
- Marçà (10 sept. 2012)
- La Bisbal del Penedès (10 sept. 2012)
- Tortosa (17 sept. 2012)
- Valls (21 sept. 2012)
- El Perelló (25 sept. 2012)
- Deltebre (26 sept. 2012)
- Montblanc (26 sept. 2012)
- Les Borges del Camp (27 sept. 2012)
- Móra d'Ebre (27 sept. 2012)
- L'Ametlla de Mar (28 sept. 2012)
- Altafulla (29 sept. 2012)
- Les Piles (2 oct. 2012)
- Arnes (4 oct. 2012)

### Provincia Girona
- Bolvir (15 sept. 2012)
- Celrà (18 sept. 2012)
- Vallfogona de Ripollès (20 sept. 2012)
- Sant Jaume de Llierca (20 sept. 2012)
- Vilablareix (21 sept. 2012)
- Cruïlles, Monells i Sant Sadurní de l'Heura (24 sept. 2012)
- Sant Gregori (24 sept. 2012)
- Ripoll (25 sept. 2012)
- Vidreres (25 sept. 2012)
- Sarrià de Ter (25 sept. 2012)
- Sant Julià de Ramis (25 sept. 2012)
- Canet d'Adri (25 sept. 2012)
- Porqueres (26 sept. 2012)
- La Vall d'en Bas (26 sept. 2012)
- Fornells de la Selva (27 sept. 2012)
- Cassà de la Selva (27 sept. 2012)
- Castelló d'Empúries (27 sept. 2012)
- Flaçà (27 sept. 2012)
- Fontcoberta (27 sept. 2012)
- Sant Joan de les Abadesses (28 sept. 2012)
- Espinelves (28 sept. 2012)
- Llanars (28 sept. 2012)
- Arbúcies (29 sept. 2012)
- Llançà (3 oct. 2012)
- Viladamat (4 oct. 2012)